# Jakob Breum
Jakob Breum, né le 17 novembre 2003 à Odense au Danemark, est un footballeur danois qui évolue au poste d'ailier gauche au Go Ahead Eagles.

## Biographie

### En club

#### Odense BK
Né à Odense au Danemark, Jakob Breum commence le football dans le club de Ubberud IF avant de rejoindre le Næsby Boldklub (en). Ces deux clubs sont partenaires de l'Odense BK, qu'il rejoint en 2018. Le 6 mars 2019, il signe un nouveau contrat avec l'Odense BK, d'une durée de trois ans.
Il joue son premier match en professionnel, lors d'un match de championnat contre l'Esbjerg fB le 7 juin 2020. Il entre en jeu à la place de Mads Frøkjær-Jensen et son équipe s'impose par trois buts à un. 
Le 17 novembre 2021, jour de ses 18 ans, Jakob Breum prolonge son contrat avec Odense jusqu'en juin 2026,. Le 3 avril 2022, Breum se fait remarquer en réalisant un doublé en championnat, contre le FC Nordsjælland. Titulaire, il permet à son équipe de l'emporter avec ses deux buts (2-1 score final),,. Il est alors considéré comme l'un des joueurs les plus prometteur du Danemark. Il atteint cette saison-là la finale de la Coupe du Danemark. La rencontre a lieu le 26 mai 2022 où son équipe affronte le FC Midtjylland. Il entre en jeu à la place de Sander Svendsen, et après 120 minutes de jeu les deux formations se départagent aux tirs au but. Séance durant laquelle Odense est vaincue, avec notamment deux tirs arrêtés par David Ousted,.

#### Go Ahead Eagles
Lors de l'été 2023, Jakob Breum rejoint les Pays-Bas afin de s'engager en faveur du Go Ahead Eagles. Le transfert est annoncé le 13 juin 2023 et il signe un contrat de quatre ans, soit jusqu'en juin 2027,.
Breum inscrit son premier but pour le club le 4 février 2024, lors d'une rencontre de championnat face au Vitesse Arnhem. Entré en jeu à la place d'Oliver Valaker Edvardsen, il marque le deuxième but de son équipe et permet aux siens de s'imposer par deux à zéro,. Le 2 mars 2024, le jeune danois est à nouveau buteur dans une rencontre d'Eredivisie en donnant la victoire à son équipe en étant le seul buteur du match face au RKC Waalwijk,. Le 10 janvier 2025, il inscrit un triplé contre le Fortuna Sittard.

### En sélection
Jakob Breum représente l'équipe du Danemark des moins de 17 ans, pour un total de quatre matchs joués en 2020.
Avec les moins de 18 ans il joue deux matchs en 2020 et inscrit deux buts. Ces deux réalisations sont inscrites lors de sa première apparition, le 4 septembre 2019 contre l'Allemagne, et permettent à son équipe de l'emporter (1-3 score final).

## Palmarès
Odense BK
- Coupe du Danemark :
  - Finaliste : 2022.